# Nordrhein-Westfalen
Nordrhein-Westfalen (NRW) là một bang nằm ở miền tây hay tây-bắc của nước Cộng hòa Liên bang Đức và với khoảng 18 triệu dân cư là tiểu bang có dân số lớn nhất Đức, giáp biên giới với các tỉnh Liège, Limburg của Bỉ và các tỉnh Limburg, Noord-Brabant, Gelderland và Overijssel của Hà Lan. Bang này được thành lập 1946, do vùng miền Bắc của Rheinland nhập lại với Westphalen, cả hai trước đây thuộc nước Phổ. Nordrhein-Westfalen có tổng diện tích tự nhiên 34.083 km2, giáp với bang Niedersachsen về phía bắc và đông bắc, Rheinland-Pfalz về phía tây nam và bang Hessen về phía đông nam, giáp Bỉ và Hà Lan về phía tây. Thủ phủ của bang là Düsseldorf, thành phố lớn nhất là Köln. Các thành phố quan trọng khác gồm Dortmund, Essen, Duisburg, Oberhausen, Aachen, Bielefeld, Bonn, Bochum, Bottrop, Bergisch Gladbach, Mönchengladbach, Mülheim, Münster, Gelsenkirchen, Krefeld, Hagen, Hamm, Herne, Iserlohn, Leverkusen, Neuss, Paderborn, Recklinghausen, Remscheid, Siegen, Solingen, Witten và Wuppertal.

## Địa lý
Nordrhein-Westfalen là cái nôi của vùng công nghiệp Rhein-Ruhr nổi tiếng. Đây cũng là cụm đô thị lớn nhất châu Âu với các thành phố quan trọng như Düsseldorf, Bonn, Köln, Dortmund, Essen, Duisburg, Bochum, Gelsenkirchen và Oberhausen.
Khoảng cách từ bắc xuống nam dài 291 km và từ đông sang tây rộng 266 km.
Tổng chiều dài đường biên giới của bang là 1.645 km. Trong đó:
- Bỉ (99 km)
- Hà Lan (387 km)
- Niedersachsen (583 km)
- Hessen (269 km)
- Rheinland-Pfalz (307 km)

Mặc dù Nordrhein-Westfalen là vùng công nghiệp và đô thị lớn, tập trung nhất nước Đức nhưng nông nghiệp chiếm diện tích lớn nhất trong cơ cấu sử dụng đất của Bang (gần 52%), rừng chiếm 25% diện tích . Các dãy núi Teutoburg và Eifel là các dãy núi chính của Bang. Dân cư thưa thớt ở phần lãnh thổ đông nam, phần tây bắc cùng với Bỉ và Hà Lan tạo thành Vùng Đất Thấp (Northern European Lowlands).
Các dòng sông chính chảy qua lãnh thổ Bang gồm: Rhine, Ruhr, Ems, Lippe và sông Weser. Sông. Sông Pader chảy qua thành phố Paderborn là sông ngắn nhất của Đức.

## Hệ thống hành chính
Nordrhein-Westfalen được chia thành 5 vùng hành chính với 31 huyện và 23 thành phố độc lập.

Rhineland và West-phalia

Các huyện của Nordrhein-Westfalen gồm:
| | | |
| 1. Aachen 2. Borken 3. Coesfeld 4. Düren 5. Ennepe-Ruhr-Kreis 6. Rhein-Erft-Kreis 7. Euskirchen 8. Gütersloh 9. Heinsberg 10. Herford 11. Hochsauerland | 1. Höxter 2. Kleve 3. Lippe 4. Märkischer Kreis 5. Mettmann 6. Minden-Lübbecke 7. Rhein-Kreis Neuss 8. Oberbergischer Kreis 9. Olpe 10. Paderborn | 1. Recklinghausen 2. Rheinisch-Bergischer Kreis 3. Rhein-Sieg 4. Siegen-Wittgenstein 5. Soest 6. Steinfurt 7. Unna 8. Viersen 9. Warendorf 10. Wesel |

Các thành phố gồm:
| 1. Aachen 2. Bielefeld 3. Bochum 4. Bonn 5. Bottrop 6. Köln 7. Dortmund 8. Duisburg | 1. Düsseldorf 2. Essen 3. Gelsenkirchen 4. Hagen 5. Hamm 6. Herne 7. Krefeld 8. Leverkusen | 1. Mönchengladbach 2. Mülheim 3. Münster 4. Oberhausen 5. Remscheid 6. Solingen 7. Wuppertal |

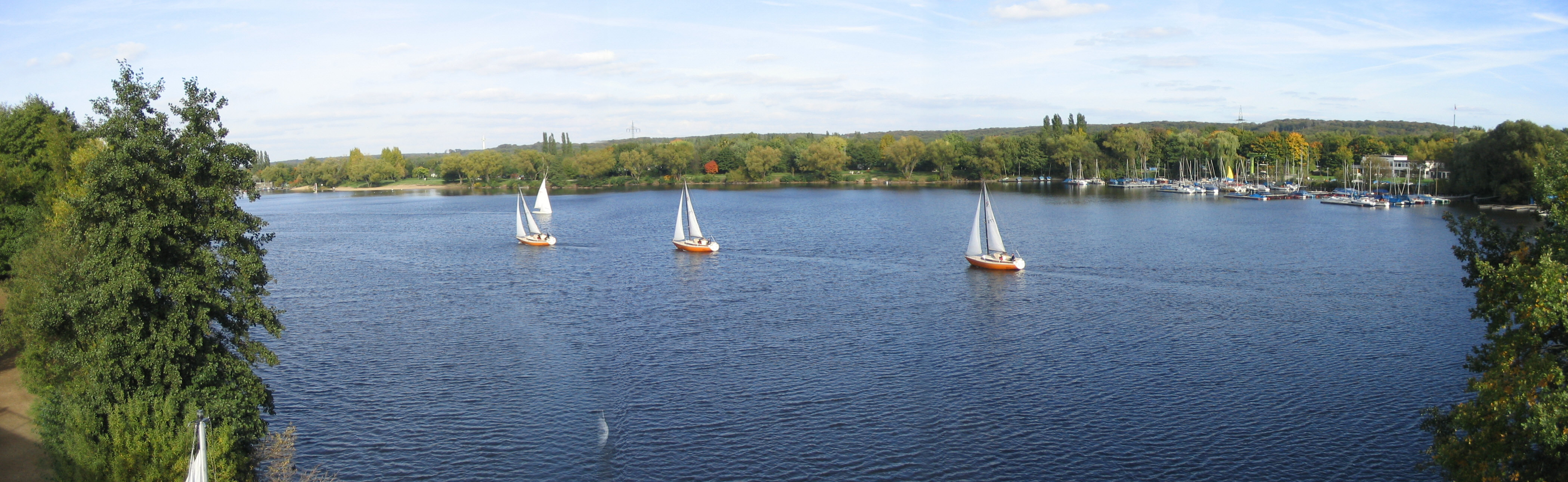
Hồ Masuren trong vùng công nghiệp Ruhr

Trong 5 vùng hành chính của Nordrhein-Westfalen, 2 thuộc về Rheinland (LVR) và 3 thuộc về Westfalen_Lippe (LWL)(Nordrhein-Westfalen là sự sáp nhập của hai vùng này):
- Rheinland (LVR)
  - Köln (Cologne)
  - Düsseldorf
- Westfalen-Lippe (LWL)
  - Arnsberg
  - Münster
  - Detmold